# H-II

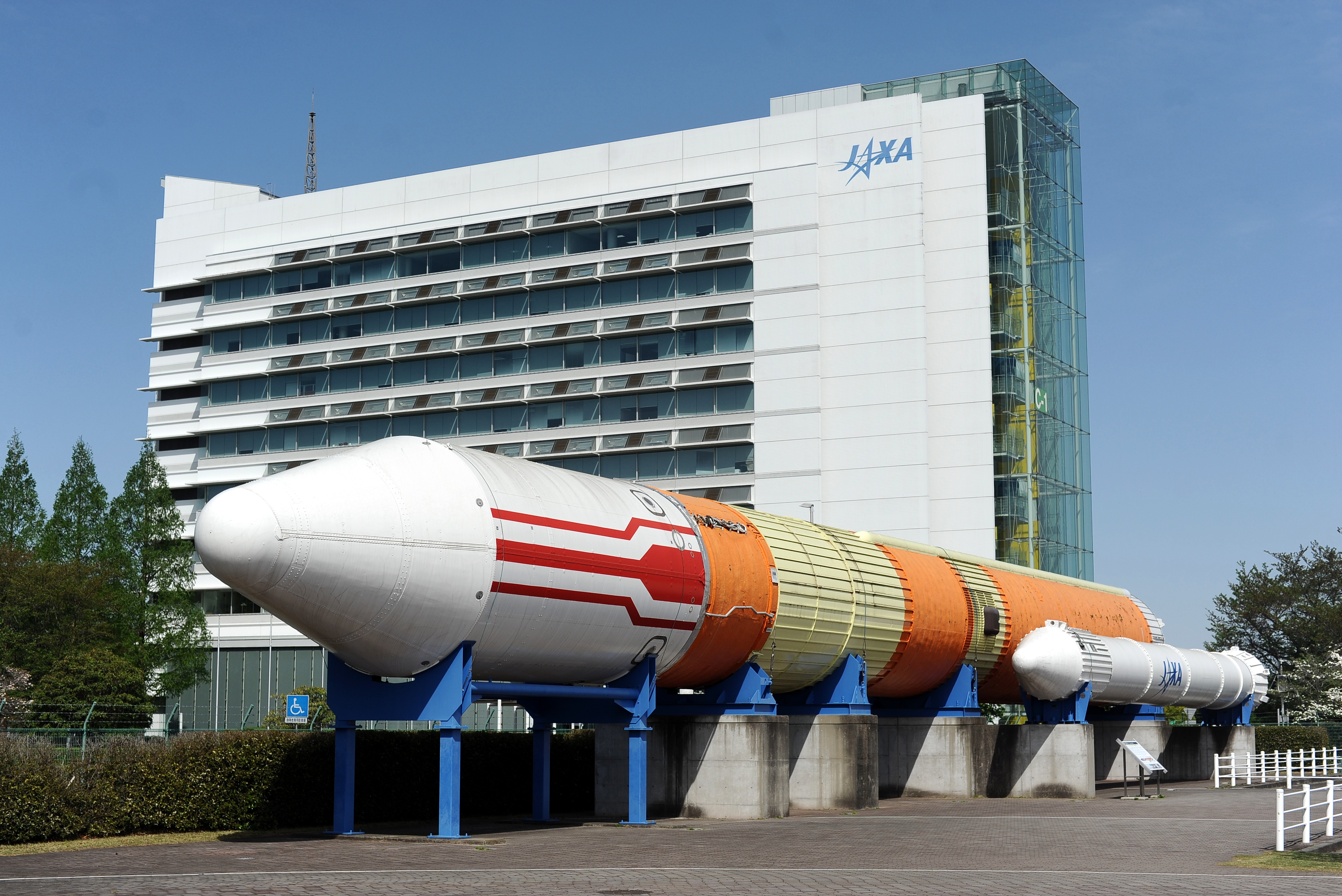
Razzo H-II al Centro spaziale di Tsukuba.

H-II (o H-2) era un razzo vettore giapponese sviluppato per la NASDA dalla Mitsubishi Heavy Industries e utilizzato negli anni novanta per il lancio di satelliti. È stato il primo razzo a due stadi a propellente liquido realizzato dal Giappone utilizzando solo tecnologie sviluppate a livello nazionale. Il razzo è stato lanciato sette volte tra il 1994 e il 1999, ottenendo cinque successi. È stato sostituito dal razzo H-IIA a causa di problemi di affidabilità e costi.

## Caratteristiche tecniche

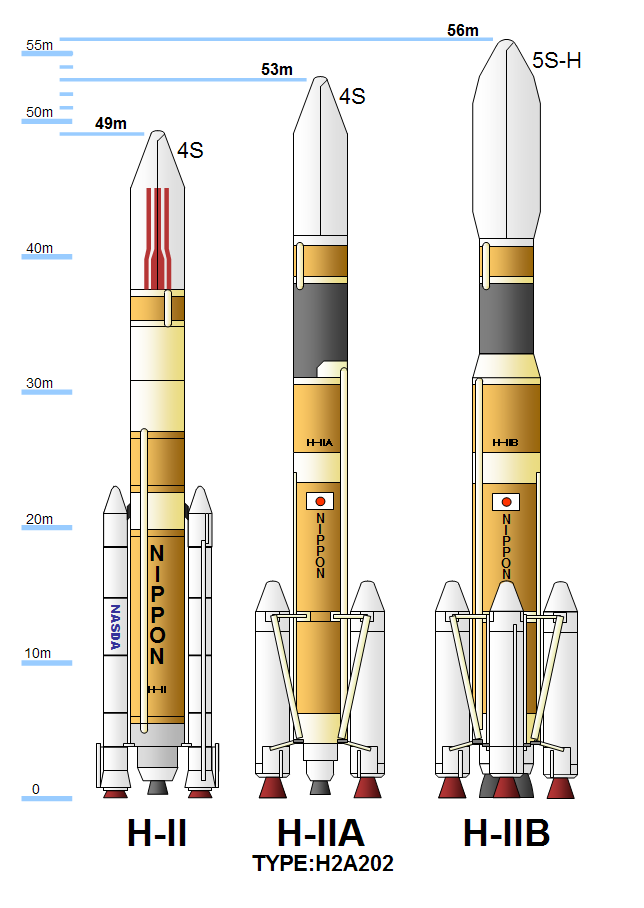
Serie dei razzi H-II

Il lanciatore H-II era un razzo a due stadi. Il primo stadio utilizzava come propellenti idrogeno liquido e ossigeno liquido e aveva due razzi ausiliari alimentati da propellente solido; il secondo stadio utilizzava come propellenti idrogeno liquido e ossigeno liquido. L'H-II era in grado di trasportare un carico utile fino a 3.900 Kg in orbita geostazionaria (GTO) e fino a 10.000 Kg in orbita terrestre bassa (LEO).

## Storia
Negli anni ottanta il Giappone disponeva del razzo H-I, che aveva un primo stadio costruito su licenza statunitense (derivato da un razzo Delta) e un secondo stadio di costruzione giapponese. 
A metà degli anni ottanta, la NASDA decise di sviluppare un nuovo lanciatore più potente, utilizzando solo tecnologie nazionali per porre fine alla dipendenza del Giappone dall'industria spaziale americana. L'autorizzazione per sviluppare questo nuovo lanciatore, battezzato H-II, fu ottenuta nel 1986. Gli ingegneri optarono per soluzioni tecniche all'avanguardia, con un primo stadio alimentato da un nuovo motore a razzo a combustibile liquido, affiancato da due grandi razzi ausiliari a combustibile solido. Il secondo stadio sarebbe stato una versione migliorata di quello dell'H-I, che era già di costruzione nazionale e utilizzava la stessa combinazione di propellenti liquidi. La costruzione del razzo venne affidata alla Mitsubishi Heavy Industries. I produttori moltiplicarono i sistemi di sicurezza e fecero sistematicamente le scelte più costose per assicurare al nuovo lanciatore giapponese un'affidabilità irreprensibile. Lo sviluppo del motore del primo stadio si è rivelato molto più difficile del previsto ed è stato completato nel 1994, due anni in ritardo rispetto al programma originale.
Nel 1994, la NASDA riuscì a lanciare con successo il primo razzo H-II. Successivamente, riuscì a effettuare con successo altri quattro lanci fra il 1994 e il 1997. Tuttavia, ogni lancio costò 19 miliardi di yen (190 milioni di dollari) e il razzo si rivelò troppo costoso rispetto a lanciatori concorrenti come Ariane e Atlas. Venne così programmato lo sviluppo di una successiva tipologia di razzi, denominata H-IIA, allo scopo di ridurre al minimo i costi di lancio.
Nel 1998 fallì il sesto lancio (che riguardava un satellite di telecomunicazioni) e nel 1999 fallì il settimo lancio, che riguardava un satellite meteorologico. Per indagare sulla causa dei fallimenti e indirizzare le risorse verso il nuovo razzo H-IIA, la NASDA annullò l'ottavo lancio e terminò la serie H-II.

## Famiglia di razzi
Dall'H-II, entrato in servizio nel 1994 e ritirato nel 1999, sono successivamente derivati:
- l'H-IIA, lanciato per la prima volta nel 2001;
- l'H-IIB, versione più potente dell’H-IIA, che è stata utilizzata dal 2009 al 2020 per i lanci della navetta cargo giapponese H-II Transfer Vehicle (HTV) verso la Stazione spaziale internazionale.